# Тейт, Эндрю
Эмори Эндрю Тейт III (англ. Andrew Tate; род. 1 декабря 1986, Вашингтон, США) — американо-британская интернет-звезда, бывший профессиональный кикбоксер, предприниматель. После своей карьеры в кикбоксинге Тейт начал предлагать платные курсы и членство через свой веб-сайт, а позже прославился как влиятельный онлайн-блогер. Женоненавистнические комментарии Тейта в социальных сетях привели к его блокировке на нескольких платформах.
С 2022 года Эндрю Тейт уголовно преследуется в Румынии, с 2024 года —в Великобритании, с 2025 года — в США.

## Ранняя и личная жизнь
Тейт родился 1 декабря 1986 года в Вашингтоне, округ Колумбия, и вырос в Лутоне, Англия. Его отец — афроамериканец Эмори Тейт — был международным мастером по шахматам. Его мать, белая англичанка, работала помощницей в общепите. Тейт научился играть в шахматы в возрасте пяти лет и в детстве участвовал во взрослых турнирах.
В октябре 2022 года СМИ сообщили, что он принял ислам. После того, как видео его молитвы в ОАЭ стало вирусным, Тейт подтвердил своё обращение в ислам в социальной сети Gettr 24 октября.  

## Карьера

### Кикбоксинг
В 2005 году Тейт начал заниматься боксом и боевыми искусствами. В ноябре 2008 года Международная ассоциация спортивного кикбоксинга (ISKA) поставила Тейта на 7-е место среди лучших кикбоксеров полутяжёлого веса в Великобритании. В 2009 году, занимаясь продажей телевизионной рекламы, он выиграл британский чемпионат ISKA Full Contact в тяжёлом весе в Дерби (Англия) и занял первое место в своём дивизионе в Европе. Хотя он выиграл 17 из своих 19 боёв, он сказал, что это был его первый пояс и титул. В 2011 году Тейт выиграл свой первый титул чемпиона мира по версии ISKA в матче-реванше против Жан-Люка Бенуа нокаутом, ранее проиграв Бенуа решением судей. В декабре 2012 года Тейт проиграл чемпионат Enfusion Франси Грайшу. До своего поражения он выиграл 18 боёв, все нокаутом, и был признан вторым лучшим кикбоксером в полутяжёлом весе в мире. В 2013 году Тейт выиграл свой второй титул чемпиона мира ISKA в 12-раундовом матче против Винсента Петижана, что сделало его чемпионом мира в двух разных весовых категориях. С тех пор он ушёл из единоборств.

### «Большой брат» и онлайн-бизнес
В 2016 году, будучи гостем семнадцатого сезона сериала «Большой брат», Тейт попал под пристальный взгляд из-за его гомофобных и расистских комментариев в Твиттере. После выхода видео, в котором Тейт бьёт женщину ремнём, Тейта сняли с шоу всего через шесть дней участия. И Тейт, и женщина сказали, что они друзья и что действия на видео были совершены по обоюдному согласию.
Веб-сайт Тейта предлагает учебные курсы по накоплению богатства и «взаимодействию между мужчинами и женщинами». Согласно веб-сайту, он также управляет вебкам студией, нанимая подруг в качестве сотрудников. Тейт и его брат начали вебкам-бизнес, наняв 75 веб-моделей для продажи «фальшивых слезливых историй» звонящим мужчинам, утверждая, что заработали на этом миллионы долларов. Тейт заявил, что бизнес-модель является «полной аферой».
Тейт управляет Hustler’s University, платформой, участники которой платят ежемесячный членский взнос, чтобы получить инструкции по таким темам, как дропшиппинг и торговля криптовалютой. Платформа использовала программу аффилированного маркетинга, участники которой получали комиссию за привлечение других на платформу. Тейт стал очень известен в 2022 году, поощряя членов Hustler’s University размещать большое количество видеороликов с ним в социальных сетях, чтобы максимально увеличить вовлечённость. По состоянию на август 2022 года на его веб-сайте было более 100 000 подписчиков. В том же месяце Stripe прекратила обработку подписок на платформу, а Hustler’s University закрыл свою программу партнёрского маркетинга. Пол Харриган, профессор маркетинга Университета Западной Австралии, заявил, что партнёрская программа представляет собой пирамиду взаимодействия с социальными сетями.

## Присутствие в социальных сетях
Тейт привлёк внимание своими твитами, описывающими его точку зрения на то, что квалифицируется как сексуальные домогательства в случаях сексуального насилия, связанных с Харви Вайнштейном, а также тем, что он опубликовал в Твиттере несколько заявлений, в которых выразил мнение, что жертвы сексуального насилия должны нести некоторую ответственность за то, что их изнасиловали или подвергли домогательствам. В 2017 году его раскритиковали за то, что он написал в Твиттере, что депрессия «ненастоящая».
В Интернете Тейт изначально стал известен среди крайне правых кругов благодаря выступлениям на InfoWars и знакомствам с крайне правыми деятелями, такими как Пол Джозеф Уотсон, Джек Пособец и Майк Чернович. Летом 2022 года Тейт стал очень популярным, превзойдя Дональда Трампа и COVID-19 в поисковых запросах Google в июле. К августу Раббил Сикдар в The Independent описал Тейта как «культовую фигуру» для «молодых бесцельных мужчин» и мальчиков, поддерживающих его антифеминистские взгляды. Тейт назвал себя «абсолютным сексистом» и «абсолютным женоненавистником». Он заявил, что женщины «принадлежат дому», «не умеют водить машину» и «отданы мужчине и принадлежат мужчине», а также утверждал, что мужчины предпочитают встречаться с 18- и 19-летними потому, что они занимались сексом с меньшим количеством мужчин.
Некоммерческая организация «Кампания белой ленточки», выступающая против насилия мужчин над женщинами, считает комментарии Тейта «чрезвычайно женоненавистническим», а их возможные долгосрочные последствия для его молодой мужской аудитории «вызывают озабоченность». Группа по защите интересов экстремистов Hope not Hate отметила, что присутствие Тейта в социальных сетях может представлять для его аудитории «опасный путь к ультраправым». В ответ на критику Тейт заявил, что его контент включает «множество видео, восхваляющих женщин», и в основном направлен на то, чтобы научить свою аудиторию избегать «токсичных и малоценных людей в целом». Он также заявил, что играет «комедийного персонажа», и заявил, что люди верят «абсолютно ложным рассказам» о нём.

### Запреты в социальных сетях
Три аккаунта Тейта в Twitter были заблокированы в разное время. В 2021 году учётная запись, которую он создал, чтобы избежать предыдущего запрета, была верифицирована Twitter вопреки их политике. Впоследствии учётная запись была заблокирована навсегда, и Twitter заявил, что верификация произошла по ошибке. В августе 2022 года после онлайн-кампании по деплатформации Тейт был навсегда заблокирован в Facebook и Instagram, где у него было 4,7 миллионов подписчиков. Мета пояснила, что он нарушил её политику в отношении «опасных организаций и отдельных лиц». TikTok, где было просмотрено видео с его именем в качестве хэштега 13 миллиард раз, удалили и его аккаунт после того, как определили, что он нарушает политику в отношении «контента, который нападает, угрожает, подстрекает к насилию или иным образом дегуманизирует человека или группу». Вскоре после этого YouTube также заблокировал его канал, сославшись на многочисленные нарушения, в том числе разжигание ненависти и дезинформацию о COVID-19, а Тейт впоследствии удалил свой канал на Twitch.
Тейт ответил на запреты, заявив, что хотя большинство его комментариев были вырваны из контекста, он берёт на себя ответственность за то, как они были восприняты. Боксёр и звезда социальных сетей Джейк Пол осудил сексизм Тейта, но раскритиковал запреты как цензуру. По данным группы по наблюдению за СМИ Media Matters for America, контент Тейта продолжал распространяться в Facebook, Instagram и TikTok после запретов через фан-аккаунты. После запретов Тейт перешёл на Rumble, которое ненадолго стало лучшим приложением в App Store, а также на Gettr.

## Влияние
Исследование о подверженности детей онлайн-женоненавистничеству от Internet Matters показывает, что влиятельные женоненавистники, такие как Эндрю Тейт, контролируют тысячи мужчин и мальчиков, а родителям и специалистам  всё труднее защищать детей от его влияния. 

## Уголовное преследование

### Румыния
11 апреля 2022 года румынская полиция провела обыск в доме Эндрю Тейта после того, как посольство США предупредило, что в доме может находиться американка. Позже расследование было передано румынскому Управлению по расследованию организованной преступности и терроризма и расширено за счёт включения обвинений в торговле людьми и изнасиловании. Тейт отрицает какие-либо правонарушения.
В декабре 2022 года Эндрю Тейт был арестован румынской полицией.
В марте 2023 года по решению суда Эндрю Тейта и его брата из-под стражи отправили под домашний арест, позже братья Тейт были освобождены из-под домашнего ареста и помещены под судебный контроль сроком на 60 дней, с 4 августа по 2 октября 2023 года.
11 марта 2024 году братья Тейт были вновь арестованы в Румынии, на этот раз по запросу британских властей в связи с обвинениями в совершении сексуальных преступлений в 2012—2015 годах.
Эндрю Тейт был помещён под домашний арест в Румынии в августе 2024 года, после возбуждения против братьев второго уголовного расследования по более тяжёлым обвинениям, чем в первом деле.
В январе 2025 года Эндрю Тейт был освобождён румынским судом из-под домашнего ареста  до завершения уголовного расследования и поставлен на специальный учёт, предусматривающий  его свободное передвижение в переделах Румынии с требованием соблюдения определённых условий. 
В марте 2025 братья вернулись в Румынию из США и зарегистрировались в полицейском участке в Бухаресте, чтобы продемонстрировать готовность сотрудничать со следствием, все обвинения против себя они отвергают (они подозреваются в создании организованной преступной группы, торговле людьми, в том числе несовершеннолетними, и отмывании денег. Эндрю также обвиняется в изнасиловании и растлении малолетних). Администрация президента США Дональда Трампа оказывала давление на румынские власти, чтобы снять ограничения братьев на поездки, а Такер Карлсон взял у них интервью.
7 июня 2025 года румынская полиция зафиксировала превышение скорости автомобилем Эндрю Тейта почти в четыре раза (196 км/ч в зоне, где ограничение составляет 50 км/ч), после чего Эндрю Тейт, проживающий в Брашове, был оштрафован и лишён водительских прав в Румынии на несколько месяцев (120 дней).

### Великобритания
В Британии помимо сексуализированного насилия (четыре британки, обвинившие Эндрю Тейта в сексуальном и физическом насилии, подали на него в суд в Великобритании после того, как Королевская прокурорская служба решила не возбуждать против него уголовное дело) братьям выдвинуто обвинение в уклонении от уплаты налогов с доходов от их онлайн-бизнеса, в декабре 2024 года британский суд одобрил арест их имущества стоимостью более 2 млн фунтов. Апелляционный суд удовлетворил запрос Великобритании об экстрадиции Тейтов после завершения судебного разбирательства в Румынии.

### США
В 2025 году Генеральный прокурор штата Флорида возбудил против братьев уголовное дело, поддержанное Национальным центром сексуальной эксплуатации США, который представляет одну из предполагаемых жертв.